# 鲜黄小檗
鲜黄小檗（学名：Berberis diaphana）为小檗科小檗属的植物，是中国的特有植物。分布于中国大陆的青海、甘肃、陕西等地，生长于海拔1,620米至3,600米的地区，多生在草甸、林缘、坡地、灌丛中及云杉林中，目前尚未由人工引种栽培。

## 别名
黄檗、三颗针、黄花刺（中国树木分类学）

## 异名
- Berberis diaphana Maxim. var. tachiensis Ahrendt